# Jicchak G'agula
Jicchak G'agula (hebrejsky: יצחק גאגולה, gruzínsky: გაგულაშვილი ისააკ) je izraelský politik a bývalý poslanec Knesetu za stranu Šas.

## Biografie
Narodil se 1. ledna 1964 v Gruzii, v tehdejším Sovětském svazu. V roce 1972 přesídil do Izraele. Sloužil v izraelské armádě, kde dosáhl hodnosti vojína (Tura'i). Vystudoval ješivu. Hovoří gruzínsky.

## Politická dráha
Působil jako ředitel odboru pro gruzínské Židy v listu El Hama'ayan, kde často publikoval články v hebrejštině i gruzínštině.
V izraelském parlamentu zasedl po volbách v roce 1999, v nichž kandidoval za stranu Šas. Do činnosti Knesetu se zapojil jako člen výboru pro imigraci, absorpci a záležitosti diaspory, výboru práce, sociálních věcí a zdravotnictví, výboru pro vzdělávání a kulturu, výboru House Committee, výboru pro ekonomické záležitosti a výboru pro status žen.
Ve volbách v roce 2003 mandát neobhájil.